# Brachyuromys ramirohitra
Brachyuromys ramirohitra är en däggdjursart som beskrevs av Major 1896. Brachyuromys ramirohitra ingår i släktet Brachyuromys och familjen Nesomyidae. IUCN kategoriserar arten globalt som livskraftig. Inga underarter finns listade.
Arten når en kroppslängd (huvud och bål) av 140 till 165 mm, en svanslängd av 84 till 110 mm och en vikt av 64 till 117 g. Djuret kännetecknas av gråbrun päls på ovansidan med röda nyanser vid ryggens topp, av ljusgrå till beige undersida och av en kort nos. Typisk är dessutom en mjuk och tät päls. Hos Brachyuromys ramirohitra är öronen främst nakna förutom vid kanterna som bär fina hår. Svansen har en svart ovansida, en ljusare undersida och den är glest täckt av silvergråa hår. Hos djuret är armar och ben korta men bakfötterna är stora. Jämförd med den andra arten i samma släkte (Brachyuromys betsileoensis) har Brachyuromys ramirohitra en längre svans i förhållande till andra kroppsdelar.
Denna gnagare förekommer på östra Madagaskar. Arten vistas där i låga och medelhöga bergstrakter upp till 1960 meter över havet. Habitatet utgörs av olika slags skogar. Brachyuromys ramirohitra har underjordiska tunnelsystem.
Individerna är aktiva mellan skymningen och gryningen. De vilar på dagen i underjordiska bon. Såvida känd har arten örter som föda. Honor har upp till två ungar per kull.